# Gravatjärnen (Björna socken, Ångermanland)
Gravatjärnen är en sjö i Örnsköldsviks kommun i Ångermanland och ingår i Gideälvens huvudavrinningsområde.